# Аманда Елмор
Аманда Елмор (англ. Amanda Elmore, нар. 13 березня 1991, Вест-Лафайетт, Індіана, США) — американська веслувальниця, олімпійська чемпіонка 2016 року, чемпіонка світу.

## Виступи на Олімпіадах
| Олімпіада | Дисципліна                     | Місце |
| --------- | ------------------------------ | ----- |
| Ріо 2016  | вісімка розстібна зі стерновим | 1     |